# Mensenhandel
Mensenhandel is onder andere het werven, vervoeren of verhandelen van mensen tegen hun wil met als doel seksuele uitbuiting, arbeidsuitbuiting of een andere vorm van uitbuiting. Dit is meestal geen mensensmokkel, omdat dat, in tegenstelling tot mensenhandel, wél op verzoek van de gesmokkelden gebeurt.
Termen zoals ‘mensenhandel’ ontstonden in de periode circa 1877-1900, in diverse West-Europese talen. Er bleek echter direct onenigheid over wat die termen precies (moeten) betekenen, en die onenigheid duurt tot op vandaag voort.
De twee uitersten, in het zeer grote scala aan ooit voorgestelde betekenissen, zijn: (a) alles wat ertoe bijdraagt dat iemand prostituee wordt, is ‘mensenhandel’; (b) iemand door dwang of misleiding brengen tot prostitutie, is ‘mensenhandel’.

## Definities

### 1877-1916: spraakverwarring
Terwijl in Engeland, Nederland, Frankrijk, misschien ook andere westerse landen, campagnes actief waren of ontstonden om bordelen en/of prostitutie af te schaffen of te verbieden,
kozen antiprostitutiekringen rond 1880 voor de ‘levering’ van prostituees aan, of bemiddeling van prostituees voor, bordelen, de term la traite des blanches (‘handel in blanke vrouwen’), suggererend dat zulke bemiddeling/levering doorgaans betaalde levering door rekruteringsagenten was, en de betreffende vrouwen “moderne slavinnen” waren.
Daarmee was de spraakverwarring geboren: men kon termen zoals 'handel in blanke vrouwen' opvatten als kritiek op slavernij, of als kritiek op prostitutie.
In de periode van 1877 tot 1916 zijn in westerse landen al minstens tien, soms sterk verschillende, betekenissen te vinden voor dit soort termen, te verdelen in drie groepen:
groep (A)  (‘wij zijn tegen prostitutie’):
1. bemiddelen van een prostituee voor, of leveren van een prostituee aan, een bordeel (1882, ‘la traite des blanches’)[3]
2. werven voor werk als prostituee (1895, ‘la traite des blanches’)[4]
3. beroepsmatig een vrouw werven voor beroepsmatige ontucht (1900,’Mädchenhandel’)[5]
4. iedere daad, bedoeld om prostitutiewerk van een andere persoon te bevorderen (1911,’vrouwenhandel’)[6]
5. een vrouw werven voor of uitbaten in prostitutie (1916,’ white slave traffic’)[7]
6. een vrouw werven voor de losbandigheid in het buitenland (1904, ’la traite des blanches’;[8] 1907,’handel in vrouwen en meisjes’)[9]

groep (B)  (‘wij zijn tegen dwang en misleiding’):
1. een minderjarige ontvoeren om haar dan te dwingen tot prostitutie (1880,’traffic in girls for the purposes of prostitution’)[10]
2. een vrouw door misleiding werven voor werk als prostituee (1900, ’blanke slavinnenhandel’)[11]
3. een vrouw door dwang of bedrog werven voor losbandigheid (1899, ’white slave traffic’)[12]

groep (C)  (een optelsom van handelingen, laakbaar geacht volgens gedachte (A), en handelingen, laakbaar geacht volgens gedachte (B)):
1. een minderjarige werven voor de losbandigheid, of een meerderjarige door dwang africhten of ontvoeren voor, of door bedrog werven voor, de losbandigheid (1910, ’la traite des blanches’)[13] 1912,’de zoogenaamde handel in vrouwen en meisjes’[14]

### 1926-1981: verwarring in Nederland
Af en toe bleek een Nederlandse rechter of geleerde het oneens met de regeringsdefinitie van 1911 van vrouwenhandel (zie vorige paragraaf, definitie (A) 4).
In 1926 meende de Hoge Raad dat “in een toestand van afhankelijkheid brengen” noodzakelijk bestanddeel was van [strafbare] vrouwenhandel.
Het Gerechtshof Amsterdam sprak dat in 1927 weer tegen.
In 1972 meenden ook rechtsgeleerden Noyon en Langemeyer dat vrouwenhandel “ten doel [heeft] een vrouw te brengen in een toestand van afhankelijkheid” om haar dan voor prostitutie te gebruiken.

### 1982-1988: onenigheid in Nederland
In de periode 1982-’88 bleek de onenigheid over de betekenis van ‘vrouwenhandel’ groot, nu niet alleen in het publieke debat maar ook in regeringskringen. Het Gerechtshof Den Haag meende in 1982 dat, als een vrouw zelf koos voor prostitutie, derden haar nooit kunnen ‘overleveren aan prostitutie’, en dus geen (strafbare) vrouwenhandel kunnen plegen.
De Hoge Raad sprak dat in 1983 weer tegen.
Studieconferentie
Op een in juni 1982 in Kijkduin gehouden studieconferentie met betrekking tot seksueel geweld tegen vrouwen waren minstens twee definities te horen van ‘vrouwenhandel’.
Een spreker daar binnen de Werkgroep Prostitutie vond vrouwenhandel: “vrouwen uit het Oosten die onder het mom van een huwelijk meekomen naar Nederland en daar als een seksslavin in de club terechtkomen”.
De Werkgroep Sex-Toerisme op diezelfde conferentie sprak over “…vrouwenhandel, het hiernaartoe halen van vrouwen uit derdewereldlanden, al of niet onder dwang”.
Regeringsnota’s
In een voorlopige (regerings?-)nota met betrekking tot het beleid ter bestrijding van seksueel geweld tegen vrouwen en meisjes werd in 1982 ‘vrouwenhandel’ gedefinieerd als: handel in vrouwen uit arme landen, die in Nederland in de prostitutie terechtkomen.
De Regeringsnota ‘Bestrijding van sexueel geweld tegen vrouwen en meisjes’ uit 1984 schrijft: “In de vrouwenhandel zijn het vrouwen die worden verhandeld (…) Misbruik wordt gemaakt van het feit dat vrouwen in deze landen [d.w.z. arme Aziatische landen] vaak door de sociaal-economische omstandigheden gedwongen worden tot de prostitutie. In gevallen van vrouwenhandel kan dan ook niet gesproken worden van keuzevrijheid van vrouwen”.
Kamerdebat
In een Kamerdebat in 1988 bleken vier partijen en twee ministers samen zes verschillende definities aan te hangen, en een minister daarnaast nog een zevende definitie te hebben als voorstel voor “het [te wijzigen] misdrijf vrouwenhandel”:
1. SGP noemt ‘vrouwenhandel’: een vrouw ergens “weg te halen met de bedoeling, haar elders voor prostitutie te gebruiken, zelfs indien de vrouw daarmee instemt”.[22]
2. VVD: vrouwenhandel is “vrouwen meestal tegen hun zin toeleveren aan prostitutie”.[23]
3. Minister Korthals Altes (Justitie) verstond onder vrouwenhandel: “elke daad die ertoe strekt een vrouw over te leveren aan prostitutie”.[24] Hij stelt echter voor, “het misdrijf vrouwenhandel in overeenstemming met de hedendaagse opvattingen” te definiëren of interpreteren als “door (bedreiging met) geweld (…) of door misleiding of door misbruik van (…) overwicht iemand tot prostitutie (proberen te) brengen”[25] waarbij het aan een vrouw “voorspiegelen” van een beter inkomen al geldt als ‘misbruik van overwicht’[26]
4. CDA: “dwang, misleiding of uitbuiting”.[27]
5. Minister De Koning (SoZaWe): vrouwen “onder valse voorwendsels naar Nederland meenemen” waarna zij in de prostitutie worden tewerkgesteld.[28]
6. PvdA: een vrouw “tegen haar wil verhandelen naar een ander land”.[29]

### 1994: wetswijziging in Nederland
In een wetsvoorstel uit 1989-’90 van de opeenvolgende ministers van Justitie, Korthals Altes en Hirsch Ballin, dat zou leiden tot het gewijzigde WvS art. 250ter van 1 februari 1994, worden zes handelingen aangemerkt als strafbare vrouwenhandel/mensenhandel, te verdelen in twee groepen:
 (A)  (‘wij zijn tegen prostitutie’):
1. iemand uit het ene land werven of meenemen voor prostitutie in een ander land[31]
2. iemand jonger dan 18 jaar tot prostitutie brengen
3. iemand werven voor prostitutie door haar/hem een beter inkomen voor te spiegelen[32]

 (B)  (‘wij zijn tegen dwang en misleiding’):
1. iemand door misleiding tot prostitutie brengen
2. iemand door misbruik van overwicht tot prostitutie brengen
3. iemand door (bedreiging met) geweld tot prostitutie brengen

Het bemiddelen van vrijwillige vrouwen voor binnenlandse prostitutie was daarmee dan niet langer strafbaar, maar bleef, volgens de woorden van minister Korthals Altes in 1988 en van minister Hirsch Ballin in het Kamerdebat in 1992, wel vrouwenhandel respectievelijk mensenhandel heten.

### 2000 tot heden (internationaal)
In 2000 stelde de Verenigde Naties een betekenis vast voor de term trafficking in persons die betekenissen binnen én buiten de prostitutie omvat.
Een ruwe samenvatting kan luiden: door dwang of misleiding iemand werven met als doel hem/haar te exploiteren in prostitutie of dwangarbeid of door organen bij hem/haar uit te nemen.
Vermoedelijk droeg dit bij tot het ontstaan in diverse landen van nieuwe wetsartikelen met namen zoals Trafficking for sexual exploitation, La traite des êtres humains en Menschenhandel (zum Zweck der sexuellen Ausbeutung). Die wetsartikelen in diverse landen tonen, in hun benadering van de seksindustrie, opnieuw vaak grote verschillen, en zijn weer in te delen in de drie hierboven al genoemde groepen:
groep (A)  (‘wij zijn tegen prostitutie’):
- het Britse Trafficking for sexual exploitation sinds 2003, en
- het Franse La traite des êtres humains sinds 2003.

groep (B)  (‘wij zijn tegen dwang en misleiding rondom de seksindustrie’):
- het Oostenrijkse Menschenhandel sinds 2004.

groep (C)  (een optelsom van handelingen laakbaar volgens gedachte (A) en handelingen laakbaar volgens gedachte (B)):
- het Duitse Menschenhandel zum Zweck der sexuellen Ausbeutung sinds 2005, en
- het Nederlandse ‘mensenhandel’ (al sinds 1994, na wijziging (zie onder) in 2005 opnieuw).

Bovengenoemde Franse en Oostenrijkse wetsartikelen richten zich daarnaast ook tegen uitbuiting in (andere) arbeid; Duitsland heeft voor uitbuiting van de arbeidskracht sinds 2005 een apart wetsartikel.

#### 2005, Nederland
Bij een Nederlandse wetswijziging en -hernummering per 1-1-2005 werd aan bovenstaande definitie van strafbare (!) mensenhandel uit 1994 toegevoegd:
- waar in bovengenoemde zes gevallen sprake is van ‘prostitutie’ wordt dit uitgebreid met ‘het verrichten van seksuele handelingen voor een derde tegen betaling’, waarmee gedoeld wordt op in een erotisch-pornografische voorstellingen bijvoorbeeld (peep)show/seksshow seksuele handelingen met zichzelf plegen;[37]
- voordeel trekken uit prostitutie van een persoon jonger dan 18 jaar;
- voordeel trekken uit prostitutie van een persoon die door strafbare middelen (misleiding, geweld, etc.(zie hierboven bij 1994, handelingen groep (B)) tot prostitutie kwam;
- een prostituee met strafbare middelen (zie vorige punt) dwingen of bewegen haar verdiensten af te staan;
- iemand aanwerven of vervoeren of overbrengen naar een ander land met het oogmerk die persoon zich beschikbaar te laten stellen voor prostitutie.
- iemand jonger dan 18 jaar werven of vervoeren of overbrengen of huisvesten of opnemen met het oogmerk die persoon uit te baten in prostitutie.

Daarnaast werd het wetsartikel uitgebreid met zaken die niet met prostitutie/seksindustrie te maken hebben, ruwweg samen te vatten als: door machtsmisbruik etc. iemand vervoeren etc. met als doel hem/haar uit te buiten in arbeid of door verwijdering van zijn/haar organen.
Dit, om gehoor te geven aan de oproep van de Verenigde Naties van 15 november 2000 om dergelijke zaken, genaamd trafficking in persons, strafbaar te stellen.
Toepassing van de strafbepaling leidde in september 2016 tot een veroordeling van een aan mensenhandel en seksuele uitbuiting schuldig bevonden verdachte tot een gevangenisstraf van 6 jaar.

##### Stichting CoMensha
In Nederland werd in 1986 de Stichting tegen Vrouwenhandel (STV) opgericht. Eind 2007 veranderde ze haar naam in Stichting CoMensha. CoMensha verstaat onder mensenhandel het werven, vervoeren, overbrengen, opnemen of huisvesten van een persoon, met gebruik van dwang en met het doel die persoon uit te buiten.

## Feiten, vermoedens, geruchten, mythes

### 1600-1800

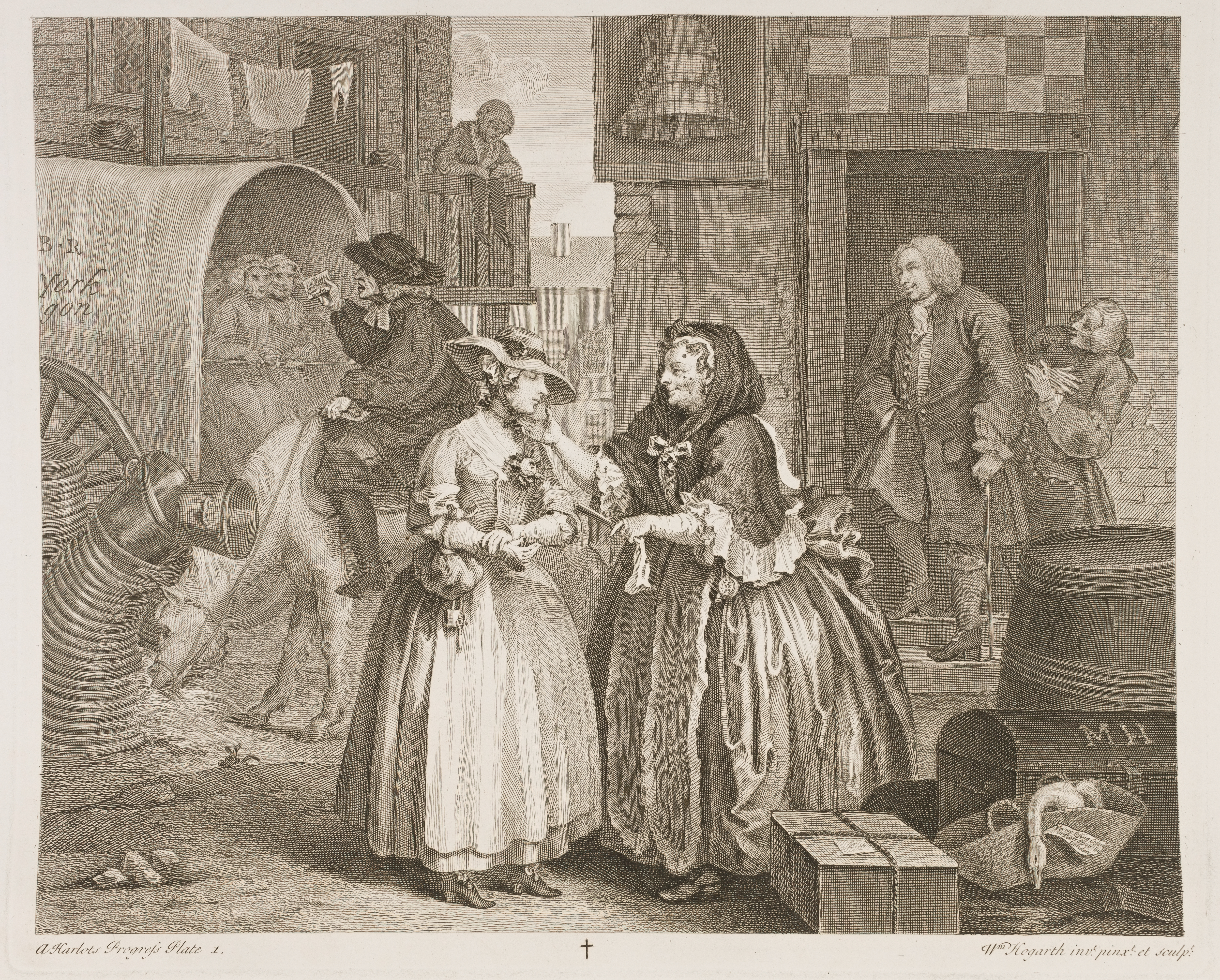
A Harlot’s Progress (‘de loopbaan van een hoer’), een beeldverhaal uit 1731 in zes gravures over een jonge vrouw die van het platteland naar Londen komt en prostituee wordt.

Van oudsher waren bordeelhouders in West-Europa actief in het werven en rekruteren van nieuw vrouwelijk personeel, vaak ook met behulp van rekruteringsagenten.
Zo stelt bijvoorbeeld een anoniem boekje uit 1681, genaamd Le putanisme d’Amsterdam, dat de vrouwen in de Amsterdamse muziek- of speelhuizen (= illegale maar gedoogde bordelen; zie Geschiedenis van de prostitutie in Amsterdam) meestal uit Belgisch Brabant afkomstig waren, aldaar gerekruteerd door de Amsterdamse hoerenwaardinnen of hun helpers.

### 1877-1910: handel in blanke vrouwen
Rond 1880 werden gevallen bekend waarin prostituees door rekruteringsagenten tegen betaling werden geleverd aan bordelen, of zulks in ieder geval werd geprobeerd.
Een rapport in 1881 in opdracht van het Britse Hogerhuis stelde eveneens dat betaalde levering plaatsvond van jonge Britse vrouwen voor prostitutie op het continent De Engelsman Dyer ging nog verder, en stelde in 1880-’81 na eigen onderzoek dat systematisch Britse meisjes werden ontvoerd voor dwangprostitutie op het Europese continent.
Hierop ontstond een internationale discussie, die volgens sommigen aangeduid kan worden als mediahype, rond veronderstelde roof, ontvoering en verkrachting van maagden voor de prostitutie-industrie, gekoppeld aan de termen white slave traffic, traite des blanches, enzovoort.
In deze traditie suggereerde de Nederlandse prostitutiebestrijder Collard in 1900 dat jonge, onwetende, “onschuldige meisjes die door de natuur met schone vormen en schoon uiterlijk begiftigd zijn” werden misleid tot prostitutie, en noemde dat de “handel in blanke slavinnen”.
Rond 1900 werden in vrijwel alle Europese landen vrouwen geworven voor bordelen in andere landen binnen, maar ook buiten Europa. Frankrijk was destijds vooral leverancier voor de Europese landen, met name voor België, Nederland en Rusland. Amsterdam, Rotterdam en Den Haag telden toen samen elf zogenaamde ‘Fransche Huizen’.
De grootscheepse emigratie rond die tijd naar alle uithoeken der aarde van vooral arme, laagopgeleide Europese mannen droeg bij aan de vraag, in bijvoorbeeld Australië, Latijns-Amerika en aan de pionier-fronten (vermoedelijk V.S.), naar prostitutie, en dus aan die werving en bemiddeling van prostituees.
Een Franse onderzoeker (Feuilloley) rond 1902 stelde echter, dat destijds voor prostitutie aangeworven vrouwen doorgaans goed begrepen wat er van hen verwacht werd, en zich vrijwillig daarvoor naar een, soms ver, buitenland lieten sturen.

### 1910-1940: dwang tot prostitutie
Nadat in 1910 in officiële kringen als definitie voor traite des blanches/traffic in women was gekozen: iemand door dwang africhten of ontvoeren voor, of door bedrog werven voor, of een minderjarige werven voor, prostitutie (zie § Definities) moest het Advisory Committee on the Traffic in Women and Children van de Volkenbond, ingesteld in 1922, in augustus 1923 echter vaststellen dat het “onvoldoende informatie” bezat over het werkelijke vóórkomen van traffic in women.

### Nederland (1982-1988)
Publiek definitiedebat
In het Nederlandse publieke en politieke debat heerste vanaf 1982 grote, openlijke onenigheid over wat men verstond onder vrouwenhandel/mensenhandel, rond definities zoals: vrouwen werven in derdewereldlanden voor prostitutie in Nederland; handel in vrouwen uit arme landen, die in Nederland in de prostitutie terechtkomen; dwang, misleiding of uitbuiting bij (werven van vrouwen voor) prostitutie (zie § Definities) – definities die, door afwezigheid van feitelijke onderbouwing, feitelijk mythes (‘oncontroleerbare overlevering’) waren.
Regeringsrapport
In april 1985 presenteerde de regering het rapport: Vrouwenhandel. Onderzoek naar aard, globale omvang en de kanalen waarlangs vrouwenhandel naar Nederland plaatsvindt.
De onderzoeksters presenteren daarin vijf gruwelverhalen, zonder brongegevens, over hoe vrouwen uit verre landen (misschien) door list en bedrog tot prostitutie in Nederland gebracht werden, en suggereren dan dat 50% van de in Nederland werkende prostituees “uit ontwikkelingslanden” door zulke list en bedrog tot hun prostitutie werden gebracht.
De alarmistische opstelling van Kamerleden en ministers in het Kamerdebat op 1 februari 1988 kan – hoewel zij geen bronnen noemen – zeer wel te maken hebben met dit rapport uit 1985.
Amsterdams rapport
Begin 1985 deed ook een onderzoekster in opdracht van de gemeente Amsterdam een vooronderzoek naar buitenlandse prostituees.
Zij sprak met politie, hulpverleningsinstellingen en anderen, en leverde vervolgens bij het gemeentebestuur een niet-onderbouwd, maar gruwelijk, verhaal in, waarin ze onder andere suggereert dat 50 tot 70% van de in Nederland werkende prostituees uit Zuid-Amerika, Zuidoost-Azië en Afrika hierheen komt via “vrouwenhandel” gepaard met “ronselen” en “geweld en uitbuiting”
23/3/’87 bleek dat zogenaamde “concept rapport” uitgelekt naar Het Parool, dat het presenteerde als ware het een officieel gemeentelijk wetenschappelijk rapport: “groot deel buitenlandse vrouwen is geronseld (…) erbarmelijke omstandigheden (etc. etc.)”.
Op 27 of 31 maart 1987 besloten B en W daarom alsnog het ‘rapport’ snel te promoveren van pamflet voor intern gebruik tot officieel gemeentelijk onderzoeksrapport.
Vervolgens publiceerden meer media over het ‘rapport’.
NRC Handelsblad stelde daarentegen recentelijk (2009), dat sinds de jaren 1980 of eerder veel vrouwen uit bijvoorbeeld Afrika juist bewust kozen voor prostitutie in Europa, en zich voor hun overtocht daarheen lieten helpen door bemiddelaars.
Kamerdebat
In een Kamerdebat, 1 februari 1988, was de toonzetting opgewonden, verontwaardigd en verheven. Men wedijverde om ‘de vrouwenhandel’ – waar overigens vrijwel iedere spreker iets anders onder bleek te verstaan – in de felste bewoordingen te veroordelen.
In dit debat noemden slechts drie sprekers een (verondersteld) ‘feit’ over vrouwenhandel, alle drie zonder onderbouwing:
- (D66, mevrouw Groenman:) vrouwenhandel is qua omvang “geen marginale zaak”;
- (Minister De Koning:) “vele” vrouwen uit ontwikkelingslanden worden tegen hun zin tewerkgesteld in de prostitutie;
- (Minister Korthals Altes:) het delict vrouwenhandel is in de laatste jaren “toegenomen”.

### Internationaal (1987-2005)
De Frankfurter Allgemeine Zeitung publiceerde op 25/6/1987 over een “niederländische Studie zum Frauenhandel”, en stelde, dat rond de veertig procent van de vrouwen die in de Nederlandse seksindustrie werken “unter erbärmlichen Umständen durch moderne Sklavenhändler in die Niederlande "importiert" worden seien”… (etc.). Dit bleek echter de weerslag van het hierboven genoemde Amsterdamse ‘rapport’ uit 1985.
De Europese Commissie berichtte in 2001 dat “er schattingen zijn gemaakt van tot 120.000 vrouwen en kinderen die elk jaar naar West-Europa worden getrafficked”, maar zegt niet, door wie, of hoe, die schattingen gemaakt zijn.
De regering van de V.S. schatte in 2005 dat 600.000 à 800.000 personen per jaar worden ge-trafficked over landsgrenzen heen, en miljoenen mensen binnen landsgrenzen, waarbij men de VN-definitie van trafficking uit 2000 hanteert. Onduidelijk is, hoe deze schatting tot stand kwam.

### Verdraaiing cijfers van STV / CoMensha

#### STV / CoMensha (1998-2011)
CoMensha (tot eind 2007 ‘Stichting Tegen Vrouwenhandel’ (STV) geheten), een organisatie die strijdt tegen ‘mensenhandel’, echter een definitie van mensenhandel aanhangt die afwijkt van de Nederlandse wetstekst (zie § Definities), telt sinds 1998 de bij hen aangemelde “mogelijke slachtoffers” van mensenhandel. Tot 2003 lag dat aantal jaarlijks tussen 250 en 350, daarna steeg het, zelfs tot 909 (in 2009), 993 (in 2010), en 1222 (in 2011). De meldingen worden door CoMensha echter op geen enkele wijze getoetst; vele meldingen omvatten niets meer dan geslacht, leeftijd en nationaliteit van een ‘mogelijk slachtoffer’.
De meeste meldingen komen altijd binnen via politiediensten: in 2001-2005 47 à 60% van de meldingen (135 à 218 per jaar), in 2006-2009 54 à 61% (310 à 573 per jaar), in 2010 69% (685), in 2011 73% (892).
In 2006-2009 kwam daarnaast 16 à 20% (104 à 160 per jaar) van de meldingen via door CoMensha opgezette “netwerken mensenhandel” (over 2010 en 2011 is dit nog onbekend). Kleinere aantallen meldingen komen van bijvoorbeeld opvanginstellingen, jeugdhulpverleners en particulieren.
Tot 2005 had het Nederlandse juridische begrip ‘mensenhandel’ alleen betrekking op prostitutie, sinds 2005 ook op dwangarbeid en dergelijke (zie § Definities). In 2011 kwam 36% van de bijCoMensha aangemelde ‘mogelijke slachtoffers’ uit andere sectoren dan prostitutie.

#### Internationale rapporten (2002-’03)
Een rapport van de International Organization for Migration (IOM) in Genève in 2002 (‘Laczko’) stelt, dat volgens Stichting tegen Vrouwenhandel (STV) in Nederland in 1999 “289 female victims of trafficking” waren;
CoMensha meldt echter in zijn jaarverslag 1999 geen ‘slachtoffers’, maar 288 aanmeldingen van ‘vermoedelijke slachtoffers’ van vrouwenhandel, van wie het slachtofferschap dus op geen enkele wijze “officieel getoetst” was.
Echter, ook het rapport van het European Institute for Crime Prevention and Control, affiliated with the United Nations in 2003 herhaalt weer, op gezag van Laczko 2002, dat in Nederland in 1999 “289 victims in reported crimes” van trafficking in women waren.

#### Regeringspamflet, mediaberichten (2006-2012)
Het rapport Evaluatie opheffing bordeelverbod: niet legale prostitutie; Verboden bordelen van bureau Intraval uit 2006 in opdracht van de regering, spreekt over 400 “slachtoffers van mensenhandel” die per jaar werden aangemeld bij Stichting Tegen Vrouwenhandel (STV), terwijl STV dus in werkelijkheid slechts ‘mogelijke slachtoffers’ registreerde.
Ook media en opiniemakers verdraaien de eerlijke cijfers van CoMensha, door niet, zoals CoMensha, te spreken van ‘mogelijke slachtoffers’, maar van ‘slachtoffers’.

### Verdraaiing feiten door Nationaal Rapporteur Mensenhandel
Naar aanleiding van een EU-intentieverklaring uit 1997 stelde Nederland in april 2000 een Nationaal Rapporteur Mensenhandel (NRM) aan, om de overheid te rapporteren over “omvang, aard en mechanismen van vrouwenhandel en over de effecten van het gevoerde beleid”.
In haar eerste rapportage meldde deze NRM, aan 155 hulpverleningsinstellingen en belangenorganisaties in Nederland gevraagd te hebben, met hoeveel mogelijke/vermoedelijke slachtoffers van mensenhandel (in de zin van WvS art. 250ter, of 250a) zij in 2000 contact hadden gehad.
BNRM telde de door hen genoemde aantallen simpelweg bij elkaar op, zich niet bekommerend om eventuele dubbeltellingen, en kwam toen uit op 608 over 2000. Vervolgens duidde ze dat aantal in haar eigen rapport niet consequent aan als ‘mogelijke slachtoffers’, maar regelmatig als ‘slachtoffers’.
Dit leidt vervolgens tot onjuiste vermeldingen in kranten en media van 608 “slachtoffers” van mensenhandel in het jaar 2000.

### Rechtszaken (2003-2012)
Het aantal veroordelingen (mede) voor mensenhandel door de Nederlandse rechter in eerste aanleg was van 2003 t/m 2007 per jaar gemiddeld 84, - in 2008: 78, in 2009: 69, in 2010: 80.
Tot en met 2005 hadden, wegens het toenmalige wetsartikel, al die zaken betrekking op prostitutie. Vanaf 2006 zitten daar ook zaken bij uit andere bedrijfstakken, tot en met 2009 echter zeer weinig.

#### ‘Sneep’-rechtszaak (2008)
In de ‘zaak-Sneep’, die veel publiciteit heeft gehad, deed de rechtbank Almelo op 11 juli 2008 uitspraak in zes zaken tegen verdachten van mensenhandel, en sprak veroordelingen uit.
De bewijsredenering van de rechtbank in de vonnissen is opmerkelijk.
Zo wordt direct aan het begin van het vonnis ECLI:NL:RBUTR:2008:BD6957 mensenhandel bewezen verklaard als volgt: (1) mevrouw B houdt van meneer A, en mevrouw B werkt als prostituee → (2) dus [zonder verder bewijs] heeft A B afhankelijk gemaakt → (3) Uit afhankelijkheid [van B van A] volgt overwicht [van A over B] (4) dus [zonder verder bewijs] heeft A door middel van uit verhoudingen/omstandigheden voortvloeiend overwicht B gedwongen tot prostitutiewerk.
In andere, steekproefsgewijs onderzochte, recente vonnissen blijkt de bewijsredenering al even opmerkelijk.

### Verdere suggesties (2006-2011)
In een rapport, in opdracht van de regering, van bureau Intraval uit 2006, genaamd Evaluatie opheffing bordeelverbod: niet legale prostitutie; Verboden bordelen, zogenaamd op onderzoek naar “de stand van zaken in de prostitutiebranche”, wordt gesteld dat in gesprekken met prostituees, exploitanten, prostituanten et cetera in geringe mate “signalen” zijn opgevangen van onder valse voorwendselen buitenlandse vrouwen (totaal onwetend) in de Nederlandse prostitutie brengen, en dat in zulke gesprekken in geringe mate “naar voren” kwam dat familie van prostituees was gechanteerd of bedreigd, of dat tegen prostituees geweld was gebruikt, ten behoeve van uitbuiting van de prostituee. Van deze drie beweringen ontbreekt echter iedere onderbouwing.
In het rapport Grenzen aan de handhaving. Nieuwe ambities voor de Wallen (sept. 2007) bestempelt het Amsterdamse stadsbestuur, zonder onderbouwing, de (raam)prostitutiesector als “criminogene (= misdaadverwekkende) branche” waarin dwang en geweld “schering en inslag” zouden zijn.
In diverse media worden dergelijke kwalificaties vertaald in aansprekende termen zoals witwassen, vrouwenhandel en mishandeling.
Het Amsterdamse rapport Kwetsbaar beroep uit 2010, over de prostitutiebranche in Amsterdam, verzon of verdraaide ‘conclusies’ van het ‘Sneep’-rapport uit 2008 die niet, of anders, in het ‘Sneep’-rapport staan:
- “twee derde van de prostituees is gedwongen tot prostitutie”,[83] waar het ‘Sneep’-rapport alleen stelt, dat de recherche 78 prostituees heeft opgespoord “als vermoedelijk slachtoffer” van mensenhandel;[84]
- “de respondenten schatten het percentage vrouwen dat wordt gedwongen tussen de 50 en 90”,[85] waar het ‘Sneep’-rapport stelt, dat zes van hun politiemensen schatten dat 50 tot 85% “van de prostituees onder dwang werkt”, en evenveel politiemensen dit niet onderschrijven[86]

De korpschef van het  KLPD  beweerde op 12 januari 2011 in de Volkskrant, “dat 60 procent van de raamprostitutie onder dwang gebeurt”, een bewering die de KLPD tot op heden niet onderbouwt. De bewering wordt echter sindsdien in kranten en media en politieke debatten veelvuldig instemmend aangehaald.
In november 2011 leek een andere overheidsinstelling, het Openbaar Ministerie, die schatting inmiddels verhoogd te hebben tot 70% dwang. Van dit getal is al evenmin bekend, waar die schatting op gebaseerd is.
Het rapport Mensenhandel in de Amsterdamse raamprostitutie van het WODC uit 2011 stelt, dat in twaalf opsporingsonderzoeken van de Amsterdamse politie in de periode 2006-2010, waarover rechters kennelijk nog geen uitspraken hadden gedaan, “76 slachtoffers” van mensenhandel in de zin van WvS art. 273f voorkomen. Dit is in tegenspraak met het feit dat de rechter zich kennelijk nog niet over die zaken had uitgesproken.
Desondanks concludeerde een persbericht van de gemeente Amsterdam op 25 mei 2011 uit het rapport: “Mensenhandel (…) en gedwongen prostitutie komen veelvuldig voor” in het Wallengebied.
Daaruit concludeerde NRC Handelsblad weer (27 mei 2011): “Gedwongen prostitutie komt nog altijd op grote schaal voor” op de Wallen.

## Strafbaarheid
In Nederland is de strafbaarheid van mensenhandel geregeld in art. 273f Sr. Zie ook de Wet strafbaarstelling misbruik prostituees die slachtoffer zijn van mensenhandel.

## Verblijfsvergunning vermoedelijke slachtoffers
De zogeheten B9-regeling uit de Vreemdelingencirculaire bepaalt sinds 1988 dat een vermoedelijk slachtoffer van mensenhandel een bedenktijd krijgt van maximaal drie maanden, waarbinnen hij/zij niet wordt uitgezet en rechtmatig verblijf houdt. In die periode kan het vermoedelijke slachtoffer desgewenst aangifte doen van mensenhandel. Besluit men tot die aangifte, dan krijgt men een verblijfsvergunning voor één jaar en zoveel langer als er sprake is van een strafrechtelijk opsporings- en vervolgingsonderzoek.
Zowel advocaten van aangeklaagde ‘vrouwenhandelaren’ als hulpverleners van prostituees waren in de beginperiode van deze regeling van mening dat de politie druk uitoefende op prostituees om maar aangifte van vrouwenhandel te doen om daarmee snelle uitzetting uit Nederland te voorkomen.

### Verblijfsvergunning door aangifte
Wanneer een vermoedelijk slachtoffer van mensenhandel zich aan de grens en nog niet in Nederland bevindt, geldt bovengenoemde B9-regeling niet. Men kan dan wel zónder bedenktijd, direct, aangifte doen van mensenhandel.
Reeds bij een geringe aanwijzing dat er sprake kan zijn van mensenhandel, dient de betrokken korpschef de vreemdeling te wijzen op de mogelijkheid tot het doen van aangifte.
Een aangifte van mensenhandel wordt doorgestuurd naar de Immigratie- en Naturalisatiedienst en ambtshalve aangemerkt als een aanvraag tot het verlenen van een verblijfsvergunning. Binnen 24 uur dient de beslissing op de aanvraag te worden genomen. De verblijfsvergunning wordt voor één jaar verleend, zonder paspoort-, machtiging tot voorlopig verblijf- of legesvereiste en ze blijft geldig zolang er sprake is van een strafrechtelijke opsporings- en vervolgingsonderzoek.

### Verblijfsvergunning door medewerking aan opsporingsonderzoek
Sinds februari 2008 kunnen ook vermoedelijke slachtoffers van mensenhandel die géén aangifte doen, maar wel op een andere manier meewerken aan een opsporings- of vervolgingsonderzoek naar een verdachte van mensenhandel, in aanmerking komen voor verlening van een tijdelijke verblijfsvergunning.

## Bestrijding mensenhandel
Er is een Verdrag van de Raad van Europa inzake de bestrijding van mensenhandel (2005).